# Johan Vilde
Johan Vilde är en svensk serie- samt ungdomsromansvit i historisk miljö, skriven av Janne Lundström och tecknad av Jaime Vallvé. Det första albumet var det vinnande bidraget i Rabén och Sjögrens serietävling 1976. Den skildrar bland annat den svenska slavhandeln.
Huvudpersonen är den unge Johan Klasson Tay som är skeppspojke på ett svenskt handelsskepp i mitten av 1600-talet. Efter att ha blivit anklagad för myteri tvingas han fly och växer sedan upp i ett afrikanskt kungadöme som ligger i dagens Ghana, då kallat Cabo Corso. Han besöker slavforten i Elmina och i dagens Cape Coast som båda existerar i verkligheten. I seriealbumens sista sidor finns referenser till dessa ännu existerande fort.
I serierna finns även inslag där man ser Johan Vilde som gammal. Han har återvänt till Sverige och sitter i fängelse (på Vaxholms fästning) och väntar på avrättning. I fängelset skriver han sina memoarer.
Fyra seriealbum gavs ut 1977–1982 på Rabén & Sjögrens förlag. Äventyren publicerades senare i följetongsformat i tidningen Fantomen under 1988.
Lundström har också skrivit sex ungdomsromaner om Johan Vilde. Den första romanen i sviten, Johan Vilde, flyktingen, är en omarbetad version av det första seriealbumet med samma namn. Kronologiskt följer romanerna 2–5 efter det första seriealbumet/den första romanen; därefter följer seriealbumen 2–4; den sjätte och sista romanen utspelas allra sist.

## Utgivning

### Seriealbum
1. Johan Vilde, flyktingen (Rabén & Sjögren 1977); tecknad av: Jaime Vallvé. (Följetong i Fantomen nr 1–3/1988)
2. Johan Vilde i slavfortet (Rabén & Sjögren 1977); tecknad av: Jaime Vallvé. (Följetong i Fantomen nr 6–8/1988)
3. Johan Vilde och sändebudet (Rabén & Sjögren 1980); tecknad av: Jaime Vallvé. (Följetong i Fantomen nr 16–18/1988)
4. Johan Vilde och handelskriget (Rabén & Sjögren 1982); tecknad av: Jaime Vallvé. (Följetong i Fantomen nr 22–23/1988)

### Ungdomsromaner
1. Johan Vilde, flyktingen (romanversion av det första seriealbumet) (Natur och Kultur 1997)
2. Johan Vilde i urskogen (Rabén & Sjögren 1982; reviderad utgåva Natur och Kultur 1998)
3. Johan Vilde vaskar guld (Rabén & Sjögren 1978; reviderad utgåva Natur och Kultur 1998)
4. Johan Vilde i elden (Rabén & Sjögren 1979; reviderad utgåva Natur och Kultur 1999)
5. Johan Vilde och förrädarna (Rabén & Sjögren 1980; reviderad utgåva Natur och Kultur 1999)
6. Johan Vilde och giftbägaren (Rabén & Sjögren 1985; reviderad utgåva Natur och Kultur 2000)